# کلفورد (کارولینای شمالی)
کلفورد (به انگلیسی: Kelford) شهری در ایالت کارولینای شمالی کشور ایالات متحده آمریکا است که جمعیت آن در سرشماری سال ۲۰۱۰ میلادی، ۲۵۱ نفر بوده‌است.